# Shu Kamo
Shu Kamo (født 29. oktober 1939) er en japansk fodboldspiller. Han var i perioden 1995-1997 træner for Japans fodboldlandshold.